# Станислав Сосабовски
Бригадни генерал Станислав Франћишек Сосабовски (пољ. Stanisław Franciszek Sosabowski; Стансиславов, 8. мај 1892 — Лондон, 25. септембар 1967) је био пољски генерал у Другом светском рату. учествовао је у бици за Арнхем (Холандија) 1944. године као командант пољске 1. самосталне падобранске бригаде.

## Биографија

### Ране године
Станислав Сосабовски је рођен 8. маја 1892. године у Стансиславову (Stanisławów), у породици железничког радника. Завршио је локалну гимназију и 1910. године је уписао економски факултет на универзитету у Кракову. Међутим, након смрти свог оца, због лоше економске ситуације у којој се нашла његова породица, Сосабовски је био принуђен да напусти студије и да се врати у Станиславов. Тамо је постао члан Пољских стрељачких удружења (Polskie Drużyny Strzeleckie), полу-тајне пољске националне извиђачке организације. Убрзо је унапређен у вођу пољских извиђачких група у својој области.

### Први светски рат
Сосабовски је 1913. године регрутован у Аустроугарску војску. Након завршене обуке унапређен је у каплара у 58. пешадијском пуку. По избијању Првог светског рата пребачен је на Источни фронт ка Руској Империји где је учествовао у биткама код Жешова, Дукла пролаза и Горлица. Због исказане храбрости је више пута одликован и унапређен у чин поручника. Године 1915. је тешко рањен због чега је повучен са линије фронта.
У новембру 1918. године, након што је Пољска стекла независност Сосабовски се добровољно пријавио у новоосновану пољску армију, али је због рана које још увек нису биле у поступности зацелиле распоређен на административне дужности. Постављен је за штапског официра у Министарству рата у Варшави.
После Пољско-бољшевичког рата Сосабовски је унапређен у мајора и 1922. године је започео студије на вишој војној школи у Варшави. По завршетку школовања додељен је пољском генералштабу. Након унапређења у потпуковника коначно је добио дужност у борбеној јединици. Постављен је за команданта батаљона у 75. пешадијском пуку. Следеће године унапређен је у заменика команданта 3. подхалског пешадијског пука. Од 1930. године био је и професор логистике у војној школи.
1937. године је унапређен у пуковника и постављен је за команданта 9. пешадијског пука Пољске легије стационираног у Замошћу. У јануару 1939. године је постао командант елитног 21. пешадијског пука „Деца Варшаве“ стационираног у Варшави.

### Пољски одбрамбени рат
Према пољском плану мобилизације пук којим је командовао Сосабовски је био придодат 8. пешадијској дивизији под командом пуковника Тадеуша Вирва-Фургалског (Tadeusz Wyrwa-Furgalski). Непосредно пред немачки напад на Пољску његова јединица пребачена је из гарнизона у Варшавској тврђави у област Ћеханова (Ciechanów), где је додељена стратешкој резерви Модлинске армије.
2. септембра дивизија је кренула у правцу реке Млаве да би се у рано јутро следећег дана сукобила са непријатељем у бици код Млаве. Иако је 21. пешадијски пук успео да ослободи Пжасниш (Przasnysz) и досегне секундарне циљеве, остатак дивизије је био опкољен од стране Вермахта и уништен. Након уништења дивизије Сосабовски је наредио својим људима да се повлаче у правцу Варшаве.
8. септембра пук којим је командовао Сосабовски је стигао до тврђаве Модлин. Ту је започета реорганизација разбијене 8. пешадијске дивизије али је 21. пешадијски пук придодат корпусу под командом генерала Јулиуша Зулауфа (Juliusz Zulauf). После неколико дана одбрамбених борби корпус је упућен ка Варшави где је стигао 15. септембра.
Одмах по доласку Сосабовски је добио задатак да брани рејон Грохов (Grochów) и источно предграђе Варшаве Прагу. На овом правцу је нападала немачка 10. пешадијска дивизија. Током опсаде Варшаве јединице под командом Сосабовског су биле бројчано и оружано надјачане али су успеле да одбране своје положаје. Када је 16. септембра почео општи немачки напад на Прагу, пољски 21. пешадијски пук је успео да одбије напад немачког 23. пешадијског пука након којег је уследио успешан пољски противнапад у којем је ова немачка јединица разбијена.
После овог успеха Сосабовском је поверена команда над свим пољским јединицама које су браниле рејон Грохов. Упркос сталним бомбардовањима и свакодневним немачким нападима Сосабовски је успео да задржи кључне одбрамбене тачке уз релативно мале жртве. 26. септембра 1939. године, пољске јединице под командом Сосабовског су успешно одбиле и последњи немачки напад али је Варшава следећег дана капитулирала. 29. септембра, непосредно пре него што ће пољске јединице напустити Варшаву и кренути у зробљеништво, генрал Јулиуш Ромел (Juliusz Rómmel) је одликовао пуковника Сосабовског и цели 21. пешадијски пук медаљом за Virtuti Militari.

### Француска
Након капитулације Пољске, Сосабовски је заробљен и пребачен у логор у близини Жирардова. Међутим, убрзо је успео да побегне и сакрио се под лажним именом у Варшави где је постао члан Пољског покрета отпора. Наређено му је да напусти Пољску и да оде у Француску како би пренео важне извештаје о стању у окупираној Пољској. После дугог путовања кроз Мађарску и Румунију, стигао је у Париз где га је Пољска влада у изгнанству поставила за пешадијског команданта у саставу 4. пешадијске дивизије.
У почетку су француске власти биле невољне да предају преко потребно наоружање и опрему пољским јединицама. Због тога су војници под командом Сосабовског били принуђени да током обуке користе оружје од пре Првог светског рата. У априлу 1940. године дивизија је пребачена у логор за обуку у месту Партену и коначно јој је предато одговарајуће наоружање које је чекала још од јануара, али је већ било прекасно да се дивизија организује. Од преко 11.000 војника, само је 3.150 добило наоружање. Имајући у виду ову околност, командант дивизије, генерал Рудолф Дрезер је наредио њено повлачење ка Атлантској обали. 19. јуна 1940. године Сосабовски је заједно са око 6.000 војника стигао у Ла Палис, одакле су евакуисани у Уједињено Краљевство.

### Велика Британија
Након доласка у Лондон, Сосабовски се ставио на располагање Пољском генералштабу који га је поставио за команданта 4. стрељачке бригаде која ће постати основа за формирање будуће 4. пешадијске дивизије. Јединица је првобитно требало да буде формирана од Пољака из Канаде али је ускоро постало јасно да у Канади нема довољно Пољака да би се формирала читава дивизија.
Због тога је Сосабовски одлучио да своју бригаду трансформише у падобрандску бригаду, прву те врсте у историји Пољске армије. Бригада је формирана од добровољаца из свих родова Пољске армије. Саграђен је камп за обуку Ларго хаус и почела је обука падобранаца. Чак је и сам Сосабовски у својој 49 години живота, прошао комплетну обуку за падобранце и извео је свој први падобрански скок. Према изјавама његових потчињених, Сосабовски је био строг али поштен командант. Импулсиван и прек, Сосабовски није трпео супротстављање. Овакво његово понашање омогућило је формирање прве Пољске падобранске бригаде, али је такође у великој мери отежавало комуникацију са његовим претпостављеним.
У октобру 1942. године бригада је проглашена способном за борбена дејства и добила је име 1. самостална падобранска бригада. С обзиром на то да је пољски генералштаб планирао да употреби бригаду као подршку општенародном устанку у Пољској, војници 1. пољске падобранске бригаде требало је да буду први елементи Пољске армије у изгнанству који ће ступити на тло отаџбине. У складу са тим, незванични мото ове јединице био је: најкраћим путем (najkrótszą drogą).
У септембру 1943. године генерал Фредерик Браунинг је предложио да Сосабовски реорганизује своју јединицу у дивизију и да до пуног састава дивизије изврши попуну са енглеским војницима. Команда над новом дивизијом била би поверена Сосабовском који би био унапређен у чин генерала. Међутим, Сосабовски је одбио овај предлог. Упркос томе, 15. јуна 1944. године је унапређен у чин бригадног генерала.

### Варшавски устанак
Почетком августа 1944. године, до Велике Британије су стигле вести о устанку у Варшави. Бригада је била спремна да изврши десант на Варшаву како би помогла својим колегама из Домовинске армије, који су водили безнадежну борбу против знатно надмоћнијег непријатеља. Међутим, десант није било могуће извршити зато што савезнички транспортни авиони нису имали довољан радијус дејства, а лет са међуслетањем ради допуне горива није било могуће извести зато што су Совјети ускратили савезницима коришћење аеродрома на својој теритироји. Немоћ да се помогне својим земљацима који су се борили у Варшави поражавајуће је деловала на морал пољских падобранаца што је довело јединицу на границу побуне. Британски генералштаб је запретио да ће разоружати бригаду али је Сосабовски успео да задржи контролу над својом јединицом. Коначно, главнокомандујући пољске армије Казимир Сосновски (Kazimierz Sosnkowski) је одлучио да бригаду стави под британску команду док су планови за њено ангажовање у устанку у Варшави у потпуности напуштени. Тек након рата генерал Сосабовски је сазнао да је његов син Станислав „Сташинек“ Сосабовски, болничар и припадник Кедива (Kedyw), изгубио вид током борби за време устанка у Варшави.

### Битка за Арнхем
Пољска 1. самостална падобранска бригада била је укључена у састав савезничких јединица које су одређене да учествују у Операцији Маркет Гарден. Због критичног недостатка транспортних авиона, бригада је подељена у неколико делова како би била транспортована из више пута. Мали део бригаде, заједно са Сосабовским извршио је 19. септембра десант у близини Дриела, док је остатак бригаде извршио десант тек 21. септембра и то у рејону Гравеа, где је дошао под снажно дејство немачке артиљерије. Артиљерија бригаде је спуштена заједно са британском 1. ваздушно-десантном дивизијом док је требало да хаубице буду допремљене морским путем. Неповољне околности и лоша организација спречиле су да пољска јединица буде ефективно употребљена. Три пута су Пољаци под командом Сосабовског покушавали да пређу Рајну не би ли помогли исцрплљеним припадницима британске 1. ваздушно-десантне дивизије да одбране мостобран. Међутим, скела која је првобитно требало да буде употребљена за ову операцију је уништена због чега су Пољаци за прелазак преко реке користили мале гумене чамце. Упркос свему, преко 200 пољака је успело да се пребаци на другу обалу реке.
Иако се операција није развијала по плану, Сосабовски је 24. септембра на састанку штаба сугерисао да још увек постоји могућност за успех операције. Предложио је да пољска бригада заједно са јединицама британског 30. корпуса изврши свеопшти напад на немачке положаје и покуша да се пробије преко Рајне. Његов план није прихваћен па је током завршен фазе битке 25. и 26. септембра Сосабовски повео своје људи ка југу штитећи повлачење остатака 1. ваздушно-десантне дивизије. Проценат пољских губитака током битке је био изузетно висок и у појединим случајевима је достизао и до 40%.
После битке Сосабовски је на основу негативног мишљења генерала Браунинга оптужен као главни кривац за неуспех Операције Маркет Гарден. Такође је оптужен и да је критиковао фелдмашрала Монтгомерија због чега је пољски генралштаб био принуђен да га 27. децембра 1944. године смени са места команданта бригаде. Постаљен је за команданта гардијске јединице, а 1948. године је демобилисан.
У филму Недостижни мост, лик Сосабовског је тумачио амерички глумац Џин Хекмен.

### После рата
Недуго по завршетку рата, Сосабовски је успео да доведе своју жену и сина у Велику Британију. У септембру 1946. године комунистичка власт у Пољској одузела је Сосабовском пољско држављанство због чега је био принуђен да остане у изгнанству. Као и већина пољских политичара и официра изгнаних из комунистичке Пољске, Сосабовски се настанио у Великој Британији и нашао је посао у западном Лондону где је и умро 25. септембра 1967. године. Године 1969. његови посмртни остаци пребачени су на Повонзко (Powązki) гробље у Варшави.
31. маја 2006. године у Хагу, краљица Беатрис доделила је одликовање 1. самосталној пољској падобранској бригади. Командант бригаде, генерал-мајор Станислав Сосабовски посмтрно је одликован орденом бронзаног лава.
Дан касније, 1. јуна одржана је церемонија у Дриелу, граду у којем се борила пољска 1. самостална падобранска бригада. Међу говорницима на церемонији био је и градоначелник дистрикта Овербетуве, као и унук и праунук Сосабовског.
16. септембра 2006. године, на прослави 62. годишњице Архенске битке британски ветерани су свечано открили споменик генерала Сосабовског у месту Дриел.

## Одликовања
- Virtuti Militari
- Медаља Пољске обнове
- Крст независности
- Пољски крст за борбеност
- Крст за заслуге (са мачевима)
- Commander of the Order of the British Empire
- Одликовање Бронзани лав за храброст (Холандија)